# Fritz Nebel
Fritz Nebel (* 1891; † 1977) war ein deutscher Nachrichtenoffizier, der im Ersten Weltkrieg als Leutnant des Heeres und im Zweiten Weltkrieg als Offizier der Luftwaffe diente.

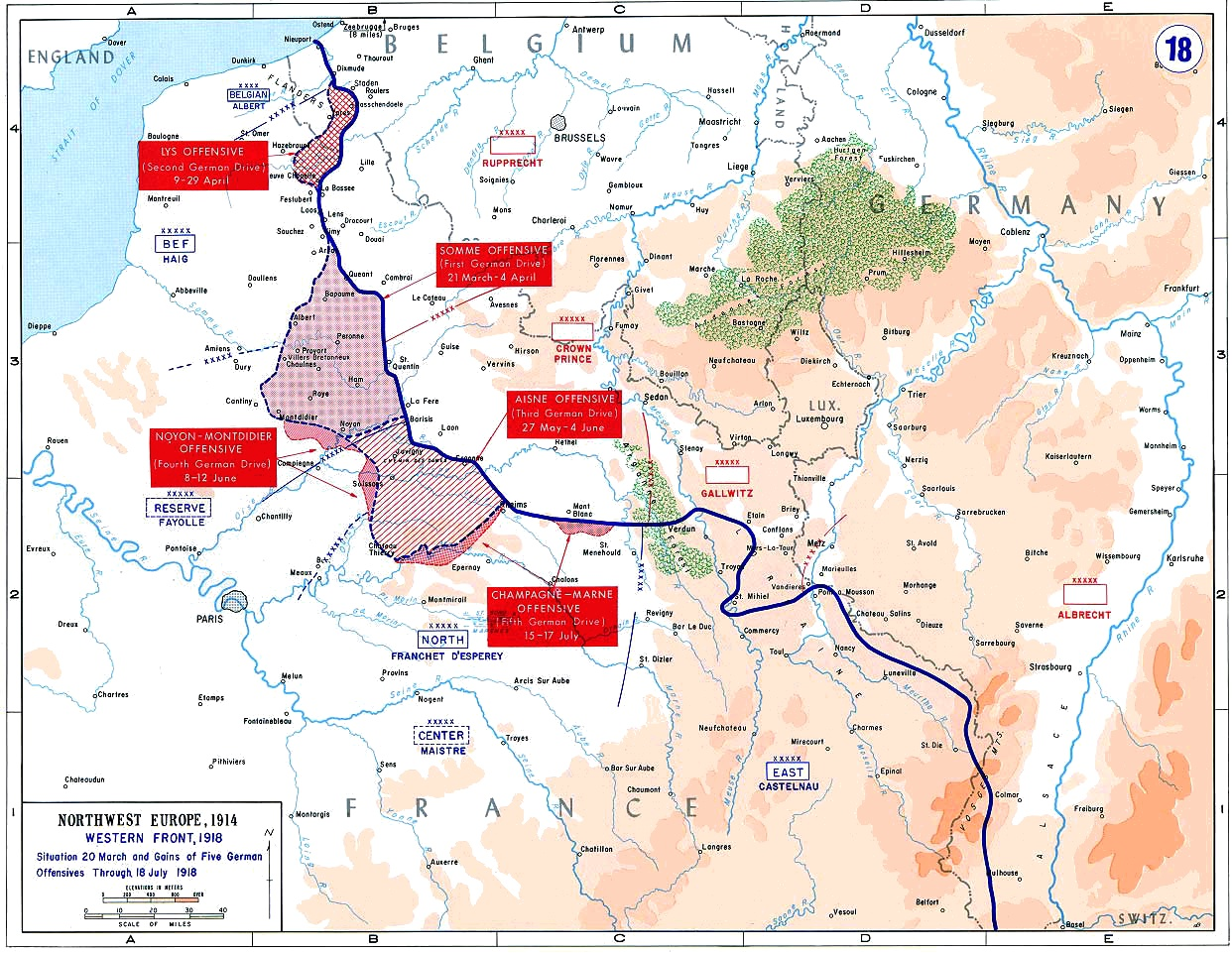
Verlauf der Westfront im Jahr 1918

Bekannt ist er als der Erfinder eines besonderen Verschlüsselungsverfahrens, genannt „Geheimschrift der Funker 1918“, kurz „GedeFu 18“, das vom Kaiserlichen Heer ab März 1918 sowohl an der Westfront als auch an der Ostfront bis zum Kriegsende am 11. November 1918 und noch darüber hinaus zur geheimen Nachrichtenübermittlung per Funktelegrafie verwendet wurde. Den Alliierten, allen voran dem französischen Offizier Georges Painvin (1886–1980), gelang es, die so verschlüsselten Funksprüche zu entziffern. Sie bezeichneten die Methode nach den einzigen fünf, beziehungsweise ab 1. Juni 1918 dann sechs, auftretenden Buchstaben als ADFGX und ADFGVX.
Im Jahr 1966, fast fünfzig Jahre danach, erfuhr Fritz Nebel, dass sein System während des Ersten Weltkriegs gebrochen worden war und sagte, dass er ursprünglich eine doppelte Spaltentransposition als zweite Stufe seiner Methode vorgeschlagen hatte. Sein Vorschlag sei aber in Besprechungen von seinen Vorgesetzten abgelehnt worden und sie hätten sich aus praktischen Erwägungen für eine (kryptographisch deutlich schwächere) einfache Spaltentransposition entschieden. Zwei Jahre später, 1968, trafen sich Nebel und Painvin in Person und Nebel gab seinen Gefühlen mit den Worten Ausdruck, dass die Feinde von gestern sich als die Freunde von heute treffen. Painvin betonte, dass, falls es so gemacht worden wäre, wie Nebel es vorgeschlagen hatte, er die Verschlüsselung sicher nicht hätte brechen können.